# IJsbrand ter Haar
IJsbrand ter Haar (Aalten, 1982) is een Nederlands organist.

## Levensloop

### Opleiding
Ter Haar kreeg zijn eerste orgellessen van Theo Jellema aan het conservatorium in Arnhem. Hierna vervolgde hij zijn studie bij Leo van Doeselaar en Cor van Wageningen aan de Messiaen Academie waar hij in 2006 cum laude afstudeerde. Tot slot studeerde hij bij Chris Farr klavecimbel.

### Carrière
IJsbrand werd in 2006 benoemd tot cantor-organist van de Grote Kerk in Elst. Hij bespeelt hier de orgels van Walker en Van Leeuwen. Hij debuteerde in juni 2022 zijn cd "Een toren te hoog". Deze cd gaat over kerktoren van de Grote Kerk die tijdens de Slag om Arnhem beschoten werd, toen hij als uitkijkpost diende. Het schip raakte tijdens de oorlog zwaar beschadigd. Daarnaast bevat de cd muziek over die vroegere Romeinse tempel die op de plek van de huidige kerk stond. Ook schreef hij een aantal kinderliedjes en maakte liedboekbewerkingen.

## Discografie
- (2022) Een toren te hoog